# Sint-Annakapel (Maasbree)

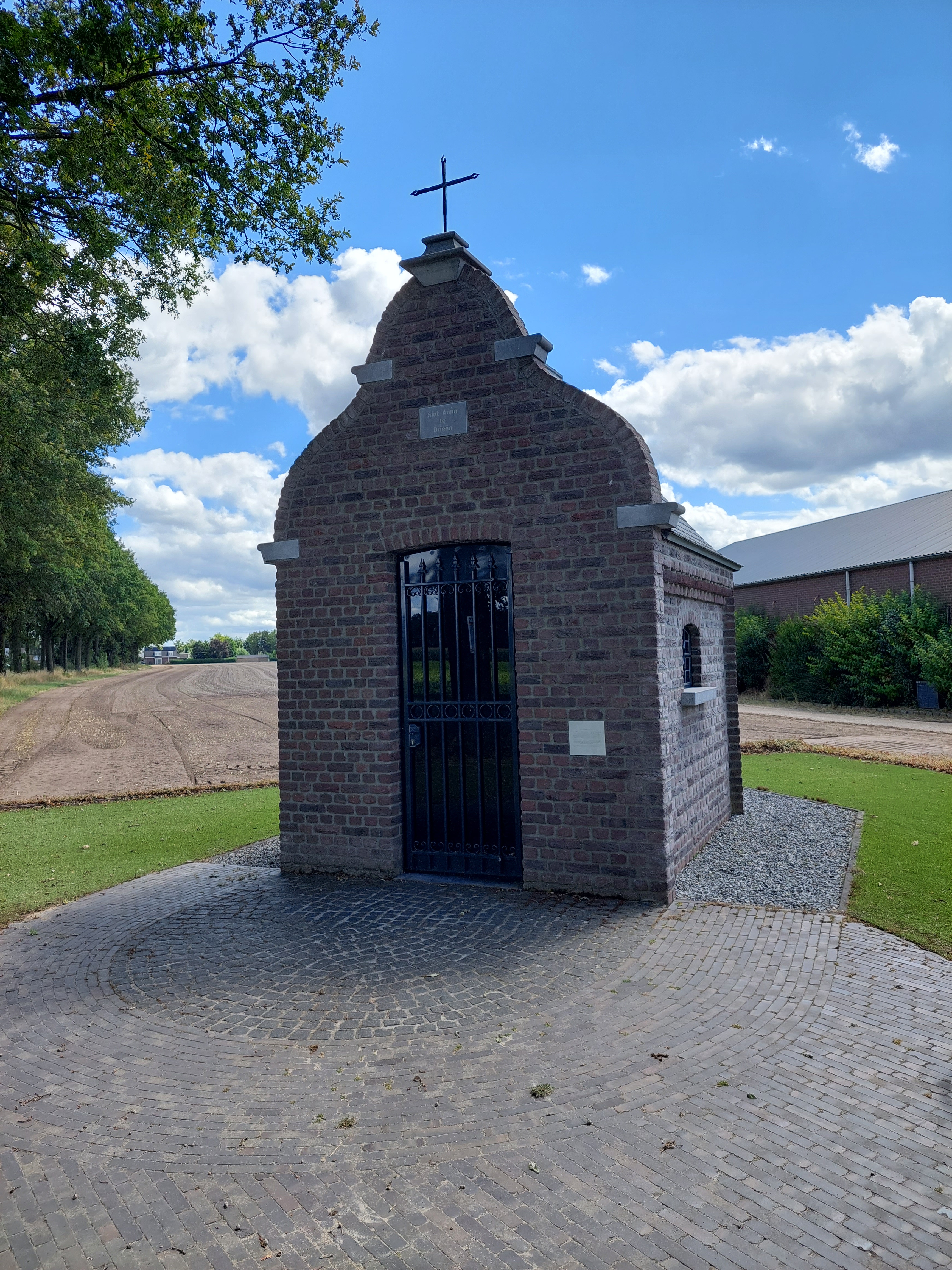
Sint-Annakapel in Maasbree

De Sint-Annakapel is een veldkapel bij Maasbree in de Nederlandse gemeente Peel en Maas. De kapel staat op de hoek van de Heezestraat met de Westeringlaan ten westen van het dorp.
Op ongeveer 800 meter naar het noordoosten staat de Mariakapel, op ongeveer een kilometer naar het zuidoosten de Sint-Antoniuskapel en op ongeveer 1250 meter naar het zuiden de Mariakapel in Lange Hout.
De kapel is gewijd aan de heilige Anna.

## Geschiedenis
In 1970 werd de oude Sint-Annakapel die in de buurt stond afgebroken.
Rond 2002 kwam een kleinkind van de originele bewoners die bij het kapel woonden met het idee om een nieuw Sint-Annakapel te bouwen.
In de jaren 2010 werd de nieuwe Sint-Annakapel gebouwd.

## Gebouw
De bakstenen kapel heeft een driezijdige koorsluiting en wordt gedekt door een zadeldak met leien. Op de hoeken van de gevels zijn er steunberen geplaatst, met ertussen onder de dakrand een muizentand en in de twee zijgevels is er elk een segmentboogvenster aangebracht. De frontgevel is een gezwenkte gevel die ongeveer halverwege en aan de uiteindes voorzien zijn van uitstekende natuurstenen. Op de top is een grotere natuursteen geplaatst met daarop een metalen kruis. Hoog in de frontgevel is een natuurstenen gevelsteen aangebracht. In de frontgevel bevindt zich de segmentboogvormige toegang van de kapel.